# Batalla de Las Tunas
La Batalla de Las Tunas (24 de junio de 1820) fue un enfrentamiento militar librado entre las fuerzas entrerrianas de Francisco Ramírez y las orientales de José Gervasio Artigas, con victoria de las primeras.

## Antecedentes
José Gervasio Artigas había sido vencido por los portugueses en la batalla de Tacuarembó el 29 de enero de 1820, ya no podría continuar su guerra de guerrillas contra ellos ni continuar cruzando el río Uruguay para incursionar en la Banda Oriental. Los caudillos de Santa Fe, Estanislao López, y de Entre Ríos, Francisco Ramírez, vencen a las fuerzas del Director Supremo de las Provincias Unidas del Río de la Plata, José Rondeau, en la batalla de Cepeda, el 1 de febrero. El día 23 se firmaba el Tratado del Pilar, reconociéndose la autonomía de las provincias rioplatenses pero sin exigir compromiso alguno de ayudar a los orientales en su guerra contra los portugueses. Meses antes, el 27 de diciembre de 1819, informando de las negociaciones con Rondeau el entrerriano había escrito al oriental: «no admitiré otra paz que la que tenga como base la declaración de guerra al rey don Juan, como V.E. lo quiere».
Artigas se negó a aceptar dicho tratado y habiéndose refugiado en Corrientes y contando con el apoyo de provincianos e indios guaraníes de las Misiones. Pero su autoridad sobre López y Ramírez, subordinados suyos, estaba decididamente debilitada, había perdido su provincia por lo que perdía también el derecho de mandarles. Mientras Ramírez conseguía la hegemonía temporal sobre entrerrianos y santafesinos. Comienza el conflicto entre el oriental y el entrerriano.

## Batalla
Artigas acampó en Concepción del Uruguay para intentar reunir apoyos para su causa, pero Ramírez decidió atacarlo y ambos se enfrentaron con incierto resultado en Las Guachas, a orillas del río Gualeguay, el 13 de junio. Ramírez tenía 500 a 600 jinetes cuya base eran 400 dragones bien disciplinados. Artigas lo superaba ampliamente en número, 1.800 combatientes. El entrerriano se retiró a su capital, Paraná, a la espera de los refuerzos que le había prometido el porteño Manuel de Sarratea y el oriental vio su oportunidad para tomar la ciudad. 
El 24 de junio Artigas se acercaba a Paraná sin saber que Ramírez le tendía una trampa a la orilla oeste del arroyo Las Tunas. El entrerriano dispuso su escasa artillería y carabineros en forma de embudo alrededor del camino. Cuando las tropas del oriental llegaron intentaron dos veces cruzar el arroyo y continuar su camino, pero el embudo los dejaba atrapados frente al nutrido fuego de las tropas del general Lucio Norberto Mansilla y el coronel Francisco Pereyra. 

## Consecuencias
La derrota de Artigas fue completa y decisiva, viéndose forzado a retroceder a Concepción, de donde sería forzado a huir a Corrientes y finalmente a exiliarse en Paraguay el 5 de septiembre con sus últimos 200 fieles, acabándose su carrera política.
Tras su victoria, Ramírez proclamó la República de Entre Ríos, que comprendía la provincia homónima, Corrientes y Misiones e  inició una guerra contra López, Buenos Aires y Córdoba. Finalmente sería derrotado y muerto el 10 de julio de 1821.